# Kopina (powiat parczewski)
Kopina – wieś w Polsce położona w województwie lubelskim, w powiecie parczewskim, w gminie Milanów.
| SIMC    | Nazwa    | Rodzaj  |
| ------- | -------- | ------- |
| 0016432 | Zabłocie | kolonia |

W latach 1975–1998 miejscowość należała administracyjnie do województwa bialskopodlaskiego.
Wieś stanowi sołectwo w gminie Milanów. Według Narodowego Spisu Powszechnego z roku 2011 wieś liczyła 381 mieszkańców.
Wierni Kościoła rzymskokatolickiego należą do parafii św. Anny w Wohyniu.

## Zabytki
Według rejestru zabytków NID na listę zabytków wpisany jest zespół dworski z lat 1936–1938 (nr rej.: A/499 z 9.05.2005), obejmujący dwór drewniany, piwnicę ziemną i park.